# Správa slovenských jeskyní
Správa slovenských jeskyní (SSJ, slovensky Správa slovenských jaskýň je organizační složka Státní ochrany přírody Slovenské republiky spravující jeskyně na Slovensku. Organizace sídlí v Liptovském Mikuláši.

## Činnost
SSJ se zabývá správou všech jeskyní (přírodních památek a národních přírodních památek) a dohlíží na jejich bezpečné a trvale udržitelné využití. Zajišťuje údržbu, provoz, zpřístupňování, bezpečnost a další úkoly."
V rámci výzkumu, monitoringu a dokukmentace SSJ provádí geologický výzkum, geomorfologický výzkum, hydrologický výzkum a monitoring, speleoklimatologický výzkum a monitoring, geoekologický výzkum a ochranu a biospeleologický výzkum a monitoring. Organizuje také odborné akce.

## Dějiny
Jako samostatná organizace byla Správa slovenských jeskyní založena v roce 1970 v Liptovském Mikuláši. V roce 1981 byla sloučena s úsekem ochrany přírody Slovenského ústavu památkové péče a ochrany přírody v Bratislavě, čímž vzniklo Ústředí státní ochrany přírody. Jako samostatná organizace byla obnovena v roce 1990. Od roku 2008 je organizační složkou Státní ochrany přírody SR, která je příspěvkovou organizací Ministerstva životního prostředí.

## Zpřístupněné jeskyně
SSJ provozuje 12 zpřístupněných jeskyní, všechny z nich jsou národní přírodní památky:
- Belianská jeskyně
- Bystrianská jeskyně
- Demänovská jeskyně svobody
- Demänovská ledová jeskyně
- Dobšinská ledová jeskyně
- Domica
- Driny
- Gombasecká jeskyně
- Harmanecká jeskyně
- Jasovská jeskyně
- Ochtinská aragonitová jeskyně
- Važecká jeskyně

SSJ nespravuje všechny zpřístupněné jeskyně. Mimo její působnost jsou Krásnohorská jeskyně, Jeskyně mrtvých netopýrů, Zlá diera, Bojnická hradní jeskyně a Malá Stanišovská jeskyně.
Na návrh SSJ vyhlásily krajské úřady životního prostředí dalších 30 jeskyní za veřejnosti volně přístupné.